# Atletismo nos Jogos Pan-Americanos de 1971 - 400 m masculino
A prova dos 400 m masculino nos Jogos Pan-Americanos de 1971 foi realizada em Cali, Colômbia.

## Medalhistas
| Ouro                          | Prata                            | Bronze                    |
| John Smith USA Estados Unidos | Fred Newhouse USA Estados Unidos | Fernando Acevedo PER Peru |

## Resultados
| Posição           | Nome             | Nacionalidade         | Tempo | Notas |
| ----------------- | ---------------- | --------------------- | ----- | ----- |
| Medalha de ouro   | John Smith       | USA Estados Unidos    | 44.60 |       |
| Medalha de prata  | Fred Newhouse    | USA Estados Unidos    | 45.08 |       |
| Medalha de bronze | Fernando Acevedo | PER Peru              | 45.30 |       |
| 4                 | Alfred Daley     | JAM Jamaica           | 46.52 |       |
| 5                 | Garth Case       | JAM Jamaica           | 46.82 |       |
| 6                 | Doug Chapman     | CAN Canadá            | 47.28 |       |
| 7                 | Kent Bernard     | TRI Trinidad e Tobago | 47.43 |       |
| 8                 | Antonio Alvarez  | CUB Cuba              | 47.46 |       |